# Thomas Fitzgerald (Politiker)

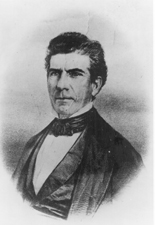
Thomas Fitzgerald

Thomas Fitzgerald (* 10. April 1796 in Germantown, Herkimer County, New York; † 25. März 1855 in Niles, Michigan) war ein US-amerikanischer Politiker (Demokratische Partei), der den Bundesstaat Michigan im US-Senat vertrat.
Thomas Fitzgerald, dessen Vater aus Irland eingewandert war und im Unabhängigkeitskrieg in der Kontinentalarmee gekämpft hatte, trat nach Abschluss seiner Schulausbildung ebenfalls in die Dienste des Militärs. Als Angehöriger der US Army nahm er am Britisch-Amerikanischen Krieg teil, wobei er schwer verwundet wurde. Nach dem Krieg arbeitete er zunächst als Lehrer an einer Schule in Marcellus. Ab 1819 übte er diesen Beruf in seinem neuen Wohnort Boonville (Indiana) aus, wo er auch eine juristische Ausbildung absolvierte. Er wurde 1821 in die Anwaltskammer aufgenommen und begann in Boonville zu praktizieren.
Nun übernahm Fitzgerald auch seine ersten öffentlichen Ämter. Im Jahr 1821 sowie noch einmal zwischen 1825 und 1827 war er Abgeordneter im Repräsentantenhaus von Indiana. Nachdem er 1832 zum Leuchtturmwärter an der Mündung des St. Joseph River ernannt worden war, zog er nach St. Joseph in Michigan um. Später wurde er oberster Verwaltungsbeamter (Clerk) im Berrien County und gehörte dem Leitungsgremium der University of Michigan an.
1838 wurde Thomas Fitzgerald zum Bankbeauftragten des Staates ernannt, um Unregelmäßigkeiten bei einigen Geldinstituten zu untersuchen. Im folgenden Jahr wurde er Abgeordneter im Repräsentantenhaus von Michigan und kandidierte erfolglos für das Amt des Vizegouverneurs. Schließlich nahm er ab dem 8. Juni 1848 den Platz des ehemaligen US-Kriegsministers Lewis Cass im Senat in Washington ein. Dieser hatte sein Mandat niedergelegt, um seine Kandidatur für das Amt des US-Präsidenten vorzubereiten. Cass verlor die Wahl jedoch gegen den Whig Zachary Taylor und kehrte danach in den Senat zurück.
Thomas Fitzgeralds Amtszeit im Kongress endete somit am 3. März 1849. Er zog daraufhin nach Niles und übte von 1852 bis 1855 das Amt eines Nachlassrichters im Berrien County aus.